# Metacatharsius darfurensis
Metacatharsius darfurensis là một loài bọ cánh cứng trong họ Bọ hung (Scarabaeidae).